# Алмазная колесница
«Алмазная колесница» («этнографический детектив») — книга Бориса Акунина из серии «Приключения Эраста Фандорина», состоит из двух томов. Один из них повествует о хронологически последовательном (после «Любовника смерти») событии во время Русско-японской войны, а другой — о событиях между книгами «Левиафан» и «Смерть Ахиллеса».
Акунин задумал серию «Приключения Эраста Фандорина» как краткое изложение всех жанров детектива, каждый роман представлял собой новый жанр. В данной книге описываются этнические особенности японцев.

## Сюжет

### I том. «Ловец стрекоз»
Действие первого тома начинается в 1905 году, со встречи со штабс-капитаном Рыбниковым. В разгаре Русско-японская война — в России весьма успешно работает сеть японских агентов, но на пути у них встаёт опытный и умудрённый годами Эраст Петрович Фандорин.
Первый том устроен по образцу хайку — каждая из трёх глав делится на разделы (названные слогами), число которых соответствует числу слогов в строчках хайку, и имеет соответствующее название.
Также из первого тома мы узнаем о дальнейшей судьбе Эндлунга и Афанасия Зюкина (см. статью «Коронация, или Последний из Романов»), первый стал капитаном броненосца, а второй всё-таки оставил дворцовую службу и поступил чиновником во флот. Оба героя гибнут в Цусимском сражении.

### II том. «Между строк»
Второй том переносит нас в Японию 1878 года. Это история любви молодого дипломата Эраста Фандорина и роковой красавицы О-Юми (что означает «большой лук») — любви, изменившей всю его жизнь.
Узнаем главную интригу в личной жизни Фандорина, так как О-Юми (настоящее имя — Мидори) действительно его любила и была беременна от него: у них был общий ребёнок — сын, который впоследствии стал японским шпионом и диверсантом — тот самый Рыбников.
Во второй части автор устами своего героя Асагавы раскрывает значение псевдонима «Акунин»:

«Акунин — это как evil man или villain <Злодей, негодяй (англ.)> , — попробовал объяснить Асагава. — Но не совсем… Мне кажется, в английском языке нет точного перевода. Акунин — это злодей, но это не мелкий человек, это человек сильный. У него свои правила, которые он устанавливает для себя сам. Они не совпадают с предписаниями закона, но за свои правила акунин не пожалеет жизни, и потому он вызывает не только ненависть, но и уважение».
В этой же части Эраст Петрович встречает Масахиро Сибату (Масу) — своего будущего камердинера и лучшего друга. Участниками событий в Йокогаме становятся такие исторические личности, как министр Окубо, так и легендарные синоби.

## Литературные отсылки
«Алмазная колесница» имеет ряд заимствований из произведения Александра Куприна «Штабс-капитан Рыбников». Сам Акунин на вопрос, не является ли это плагиатом, ответил:

 «Такие заимствования — штука распространенная и даже освященная классической традицией… „Алмазная колесница“ не первый мой опыт такой игры с читателем. Я впрямую цитирую Куприна, чтобы ни у кого не возникло сомнений. Если не помните текст Куприна, возьмите, перечитайте и посмотрите, как я его перевернул и что с ним сделал»— Борис Акунин: история Акунина продолжится. Российская газета. Дата обращения: 18 февраля 2015.
.

## Адаптации
В театре ЛДМ (Санкт-Петербург) был поставлен мюзикл «Алмазная колесница». После включения Акунина в список «иностранных агентов» фамилия писателя пропала из афиши: название спектакля было заменено на «Марко Поло. Белый лотос», персонажи изменены, а действие было перенесено из Японии в Китай.